# Boulogne-sur-Helpe
Boulogne-sur-Helpe är en kommun i departementet Nord i regionen Hauts-de-France i norra Frankrike. Kommunen ligger i kantonen Avesnes-sur-Helpe-Sud som tillhör arrondissementet Avesnes-sur-Helpe. År 2022 hade Boulogne-sur-Helpe 294 invånare.

## Befolkningsutveckling
Antalet invånare i kommunen Boulogne-sur-Helpe
| Referens: INSEE |